# Citrullination

Passage de l'arginine à la citrulline

La citrullination est la conversion de l'arginine en citrulline. 
La citrulline est un acide aminé non encodé par l’ADN, mais résultant de la transformation post-traductionnelle de l’arginine, qui se caractérise par une désamination.
La désamination est la transformation enzymatique des résidus arginine basiques, en résidus citrulline neutres, sous l'action enzymatique d'une peptidyl-arginine désaminase (PAD)
L’activité de la PAD est fortement dépendante des ions Ca2+ dont la concentration intracellulaire physiologique est trop faible, pour que cette activité enzymatique soit soutenue.
En revanche, en cas d’atteinte de l’intégrité des cellules (inflammation, nécrose, apoptose), il y a un afflux important de calcium à l’intérieur de la cellule qui entraîne une activation de la PAD. La conséquence en est une accentuation de la citrullination de certaines protéines.
L’enzyme PAD peut être importée par des agents bactériens tels que Porphyromonas gingivalis à l’occasion d’une infection, ou être endogène en réaction à une inflammation de la muqueuse par des agents toxiques tels que le tabac.
Il existe différentes isoformes de PAD dont la PAS2 et la PAD4 qui sont contenues dans les leucocytes. On note une forte concentration de PAD2 et de PAD4 dans la synoviale de patients atteints de polyarthrite rhumatoïde.
La citrullination a un rôle physiologique dans l’apoptose, dans la régulation des gènes (PAD4), mais aussi au niveau cutané (kératinisation de la peau) voire au niveau neuronal (protection des neurones et plasticité́ du système nerveux central) et dans le bon fonctionnement du système immunitaire (PAD2).
Les anomalies de citrullination jouent un rôle pathogénique dans la polyarthrite rhumatoïde (auto-immunité) mais aussi dans la sclérose en plaques et la tumorigénèse à la suite d'une hypercitrullination, ou dans le psoriasis à la suite d'une hypocitrullination[réf. nécessaire].